# Gare de Brandon Nord
La  gare de Brandon Nord dans la municipalité rurale d'Elton au Manitoba est desservie par Via Rail Canada. Elle dessert la ville de Brandon, situé 16 kilomètres au sud. C'est une gare chauffée sans personnel. Il y a 3 trains par semaine, dans chaque direction.

## Trains intercités
| Origine   | Arrêt précédent | Train | Train       | Train | Arrêt suivant      | Destination      |
| --------- | --------------- | ----- | ----------- | ----- | ------------------ | ---------------- |
| Vancouver | Rivers          |       | Le Canadien |       | Portage la Prairie | Union de Toronto |